# Oglasa sambawana
Oglasa sambawana är en fjärilsart som beskrevs av Swinhoe 1916. Oglasa sambawana ingår i släktet Oglasa och familjen nattflyn. Inga underarter finns listade i Catalogue of Life.